# Wybranówka (gmina)
Gmina Wybranówka – dawna gmina wiejska funkcjonująca w latach 1941–1944 pod okupacją niemiecką w Polsce. Siedzibą gminy była Wybranówka.
Gmina Wybranówka została utworzona przez władze hitlerowskie z terenów okupowanych przez ZSRR w latach 1939–1941 (vide rejon nowostrzeliski), stanowiących przed wojną gminę Sokołówka oraz część gminy Ostrów (Borusów, Borynicze, Hołdowice i Juszkowce) w powiecie bóbreckim w woj. lwowskim (obie gminy zniesiono pod okupacją).
Gmina weszła w skład powiatu lwowskiego (Kreishauptmannschaft Lemberg), należącego do dystryktu Galicja w Generalnym Gubernatorstwie. W skład gminy wchodziły miejscowości: Borusów, Borynicze, Bryńce Cerkiewne, Bryńce Zagórne, Choderkowce, Czyżyce, Dziewiętniki, Hołdowice, Jatwięgi, Juszkowce, Kołohury, Mühlbach, Pietniczny, Seniów, Sokołówka i Wybranówka.
| Miejscowości / gromady | Rejon w ZSRR (1939–1941) | Gmina (II RP)  | Powiat (II RP) |
| --- | ------------------------ | -------------- | -------------- |
| Bryńce Cerkiewne, Bryńce Zagórne, Choderkowce, Czyżyce, Dziewiętniki, Jatwięgi, Kołohury, Mühlbach, Pietniczny, Seniów, Sokołówka i Wybranówka | nowostrzeliski           | Sokołówka      | bóbrecki       |
| Borusów, Borynicze, Hołdowice i Juszkowce | nowostrzeliski           | Ostrów (Bóbr.) | bóbrecki       |

Po wojnie obszar gminy włączono do ZSRR.